# Jackson County (West Virginia)
Jackson County ist ein County im Bundesstaat West Virginia der Vereinigten Staaten. Bei der Volkszählung im Jahr 2020 hatte das County 27.791 Einwohner und eine Bevölkerungsdichte von 23,1 Einwohnern pro Quadratkilometer. Der Verwaltungssitz (County Seat) ist Ripley.

## Geographie
Das County liegt im Westen von West Virginia, grenzt im Nordwesten an Ohio, wobei die Grenze durch den Ohio River gebildet wird, und hat eine Fläche von 1206 Quadratkilometern, wovon ein Quadratkilometer Wasserfläche ist. Es grenzt im Uhrzeigersinn an folgende Countys: Wood County, Wirt County, Roane County, Kanawha County, Putnam County, Mason County und Meigs County (Ohio).

## Geschichte
Jackson County wurde am 1. März 1831 aus Teilen des Kanawha County, Mason County und des Wood County gebildet. Benannt wurde es nach Andrew Jackson, dem siebten Präsidenten der Vereinigten Staaten.

## Demografische Daten

Alterspyramide des Jackson County

Nach der Volkszählung im Jahr 2000 lebten im Jackson County 28.000 Menschen. Davon wohnten 328 Personen in Sammelunterkünften, die anderen Einwohner lebten in 11.061 Haushalten und 8.207 Familien. Die Bevölkerungsdichte betrug 23 Einwohner pro Quadratkilometer. Ethnisch betrachtet setzte sich die Bevölkerung zusammen aus 98,75 Prozent Weißen, 0,08 Prozent Afroamerikanern, 0,21 Prozent amerikanischen Ureinwohnern, 0,23 Prozent Asiaten, 0,01 Prozent Bewohnern aus dem pazifischen Inselraum und 0,10 Prozent aus anderen ethnischen Gruppen; 0,62 Prozent stammten von zwei oder mehr ethnischen Gruppen ab. 0,29 Prozent der Bevölkerung waren spanischer oder lateinamerikanischer Abstammung.
Von den 11.061 Haushalten hatten 31,9 Prozent Kinder und Jugendliche unter 18 Jahre, die bei ihnen lebten. 61,6 Prozent waren verheiratete, zusammenlebende Paare, 9,4 Prozent waren allein erziehende Mütter, 25,8 Prozent waren keine Familien, 22,7 Prozent waren Singlehaushalte und in 10,3 Prozent lebten Menschen im Alter von 65 Jahren oder darüber. Die Durchschnittshaushaltsgröße betrug 2,50 und die durchschnittliche Familiengröße lag bei 2,92 Personen.
Auf das gesamte County bezogen setzte sich die Bevölkerung zusammen aus 24,1 Prozent Einwohnern unter 18 Jahren, 7,9 Prozent zwischen 18 und 24 Jahren, 27,7 Prozent zwischen 25 und 44 Jahren, 24,9 Prozent zwischen 45 und 64 Jahren und 15,3 Prozent waren 65 Jahre alt oder darüber. Das Durchschnittsalter betrug 39 Jahre. Auf 100 weibliche Personen kamen 94,8 männliche Personen. Auf 100 Frauen im Alter von 18 Jahren oder darüber kamen statistisch 91,4 Männer.
Das jährliche Durchschnittseinkommen eines Haushalts betrug 32.434 USD, das Durchschnittseinkommen der Familien betrug 38.021 USD. Männer hatten ein Durchschnittseinkommen von 32.991 USD, Frauen 20.253 USD. Das Prokopfeinkommen betrug 16.205 USD. 12,2 Prozent der Familien und 15,2 Prozent der Bevölkerung lebten unterhalb der Armutsgrenze. Darunter waren 21,6 Prozent der Kinder und Jugendlichen unter 18 Jahre und 9,0 Prozent der Menschen im Alter ab 65 Jahren.